# Věrchnij Baskunčak
Věrchnij Baskunčak je sídlo městského typu (dělnická osada) v Achtubinském rajónu Astrachaňské oblasti Ruska. Je sídlem stejnojmenného městského okresu.
Nachází se na východě oblasti 41 km od Achtubinska a 15 km jižně od hranic s Kazachstánem.

## Historie
V 18. století zde vznikla stanice Astrachaňských kozáků Gračevskaja a v 19. století sídlo Baskunčak na cestě do Astrachaně.
Roku 1936 získala sídlo status dělnické osady.
Roku 2006 se stal sídlem městského okresu.